# Johannes Frenzel
Johannes Frenzel (auch: Jan Frenzel; * 29. August 1907 in Deutsch Piekar; † 27. Januar 1945 in Stillersfeld) war ein deutsch-polnischer römisch-katholischer Geistlicher und Märtyrer.

## Leben
Johannes Frenzel wurde 1907 in Scharley (polnisch: Szarlej), einem Stadtteil von Deutsch Piekar, geboren. Er leistete zwei Jahre Wehrdienst in der polnischen Armee und begann 1933 ein Theologiestudium in Breslau. Am 30. Juli 1939 wurde er zum Priester geweiht. Seine Heimatprimiz feierte er in Martinau (Rokittnitz, polnisch:Rokitnica), heute Stadtteil von  Hindenburg O.S. Bis Juli 1941 wirkte er als Aushilfskaplan in Langenbielau, dann war er Kaplan in Mechtal (Miechowitz, polnisch: Miechowice), heute Stadtteil von Beuthen O. S.
Beim Heranrücken der Roten Armee war Mechtal Ende Januar 1945 stark umkämpft. Kaplan Frenzel wurde beim Spenden der Sterbesakramente in einem Keller von Rotarmisten überrascht und festgenommen. Er wurde nach Stillersfeld (Stollarzowitz, polnisch: Stolarzowice), heute Stadtteil von Beuthen O.S., gebracht und dort am 26. oder 27. Januar 1945 erschossen. Er wurde in Stillersfeld beerdigt, auf Drängen seiner Schwester Anfang Februar exhumiert und in seinem Heimatort Deutsch Piekar beigesetzt. Die Leiche wies Spuren von Folterung auf. Am 9. Februar wurde von Herbert Bednorz im Stadtteil Brzeziny Śląskie die Totenmesse gefeiert.

## Gedenken
Die Römisch-katholische Kirche in Deutschland hat Johannes Frenzel als Märtyrer aus der Zeit des Nationalsozialismus in das deutsche Martyrologium des 20. Jahrhunderts aufgenommen. In Mechtal wurde in der Dritten Polnischen Republik die Hauptstraße nach ihm benannt.